# SHIMAVARA
『SHIMAVARA』（しまばら）は、藤田貴美による少女漫画作品。
『花とゆめ』（白泉社）に掲載。しかし単行本は花とゆめコミックスからは刊行されず、ソニー・マガジンズより全2巻、幻冬舎よりスペシャル版全1巻が刊行されている。
大勢のキリシタンのリーダーとして崇拝されつつも、自身のその冷酷さ・弱さ、超常能力者ゆえの孤独に苦しめられていく独自の天草四郎時貞像が描かれている。